# Erich Ballinger
Erich Ballinger (1943 – 2002) byl rakouský spisovatel a ilustrátor knih pro děti a mládež.

## Život
Erich Ballinger se narodil roku 1943 ve Štýrském Hradci. Po dokončení vysokoškolského studia pracoval od roku 1962 jako učitel na základní škole ve východním Štýrsku. Roku 1966 odjel do USA a zde dva roky učil na střední škole. V letech 1968–1970 cestoval po Jižní Americe a po návratu zpět do vlasti opět působil až do roku 1992 jako učitel na základní škole, tentokrát v západním Štýrsku. Poté se stal spisovatelem a ilustrátorem na volné noze a stal se autorem a spoluautorem řady učebnic a knih pro děti a mládež, za které získal několik ocenění. Zemřel v dubnu roku 2002.

## Z díla
- Komplexes Sprachtraining (1979), odborná publikace, spoluautor.
- ABC für Mini Detektive (1987, ABC malého detektiva), vyšlo slovensky roku 1995.
- ABC für Monsterfans (1989),
- Ich mach mein eigenes Buch (1990),
- Lerngymnastik (1992), dva díly.
- Der Gletschermann: Ein Steinzeit-Krimi (1992, Muž z ledovce), dobrodružný román s podtitulem "krimi z mladší doby kamenné", inspirováno nálezem mumie tzv. ledovcového muže Ötziho roku 1991 v Ötztalských Alpách v Jižním Tyrolsku.
- Hund und Floh (1993, Pes a blecha),
- Alex mit den rosa Ohren (1993, Alex s růžovýma ušima),
- Von der Urzeit bis ins Mittelalter (1994, Z pravěku do středověku),
- ABC für Österreichfans (1996),
- Tooor!. Alles, was du über Fußball wissen willst (1997, Góóól!: všechno, co chceš vědět o fotbalu), kniha pro malé čtenáře s řadou nákresů, ve které jsou vysvětleny úplné základy hry. V závěru je také krátká zmínka o historii fotbalu.
- Vampire auf Schloss Zahnfleisch (1998, Upíři na zámku Dásěň),
- Das schlaue Handbuch für Minidetektive (1999, Chytrá příručka pro malé detektivy),
- Hast du schon ein Pferd zum Freund? (1999),
- Das gruselige Handbuch für Monsterfans (1999),
- Abends spät um acht (1999),
- Piraten. Alles, was du wissen willst' (2001, Piráti: všechno, co o nich chceš vědět),
- Treffpunkt Paradies (2000),
- Der Höhlenmaler (2000, Pravěký malíř), román ze starší doby kamenné o počátcích umění, jehož hrdinou je zmrzačený chlapec, ktero se ujme šaman a naučí ho malovat.

## Česká vydání
- Muž z ledovce, Albatros, Praha 1999, přeložila Ivana Vízdalová.
- Góóól!: všechno, co chceš vědět o fotbalu, Amulet, Praha 2000, přeložil Jiří Oktábec.
- Pravěký malíř, Amulet, Praha 2001, přeložila Iva Daňková.